# Muruona
Muruona is een bestuurslaag in het regentschap Lembata van de provincie Oost-Nusa Tenggara, Indonesië. Muruona telt 598 inwoners (volkstelling 2010).